# Knalltjärnen, Hälsingland
Knalltjärnen är en sjö i Ljusdals kommun i Hälsingland och ingår i Ljusnans huvudavrinningsområde.